# Meemu

Karte von Meemu

Mulak Atholhu, auch Mulakatholhu, mit der Thaana-Kurzbezeichnung ވ (Meemu), ist ein Verwaltungsatoll (Distrikt) im Südosten der östlichen Atollkette der Malediven.
Es umfasst das Gebiet des gesamten Mulaku-Atolls, das nur wenige dauerhaft bewohnte Inseln hat. Insgesamt umfasst der Distrikt 38 Inseln und hatte 2014 etwa 4711 Einwohner.
Der Verwaltungshauptort Muli liegt auf der gleichnamigen Insel im Osten des Atolls.